# Castianerinae
Castianerinae es una subfamilia de arañas araneomorfas de la familia Corinnidae.

## Géneros
- Aetius O. P.-Cambridge, 1896
- Apochinomma Pavesi, 1881
- Cambalida Simon, 1910
- Castanilla Caporiacco, 1936
- Castianeira Keyserling, 1879
- Castoponera Deeleman-Reinhold, 2001
- Coenoptychus Simon, 1885
- Copa Simon, 1885
- Corinnomma Karsch, 1880
- Echinax Deeleman-Reinhold, 2001
- Graptartia Simon, 1896
- Humua Ono, 1987
- Mazax O. P.-Cambridge, 1898
- Medmassa Simon, 1887
- Merenius Simon, 1910
- Messapus Simon, 1898
- Myrmecium Latreille, 1824
- Myrmecotypus O. P.-Cambridge, 1894
- Poecilipta Simon, 1896
- Pranburia Deeleman-Reinhold, 1993
- Psellocoptus Simon, 1896
- Serendib Deeleman-Reinhold, 2001
- Sphecotypus O. P.-Cambridge, 1895
- Supunna Simon, 1897

- Datos: Q5756834
- Multimedia: Corinnidae / Q5756834